# كل ما يهم
كل ما يهم (بالألمانية: Alles was zählt) هو مسلسل دراما تم إنتاجه في ألمانيا. بدأ عرضه في سنة 2006. بلغ عدد حلقاته 2700 حلقة، وتبلغ مدة الحلقة الواحدة 25 دقيقة. المسلسل من تأليف غويدو راينهارت ، تم بث المسلسل لأول مرة بتاريخ 4 سبتمبر 2006. من بطولة تانيا شفتشينكو، تاتيانا كلاسينغ، سيلفان بيير ليريش وجوليا أوغستين.

## وصلات خارجية
- الموقع الرسمي
- كل ما يهم على موقع IMDb (الإنجليزية)
- كل ما يهم على موقع كينوبويسك (الروسية)
- كل ما يهم على موقع ألو سيني (الفرنسية)
- كل ما يهم على موقع قاعدة بيانات الفيلم (الإنجليزية)